# Hochfirstbacken

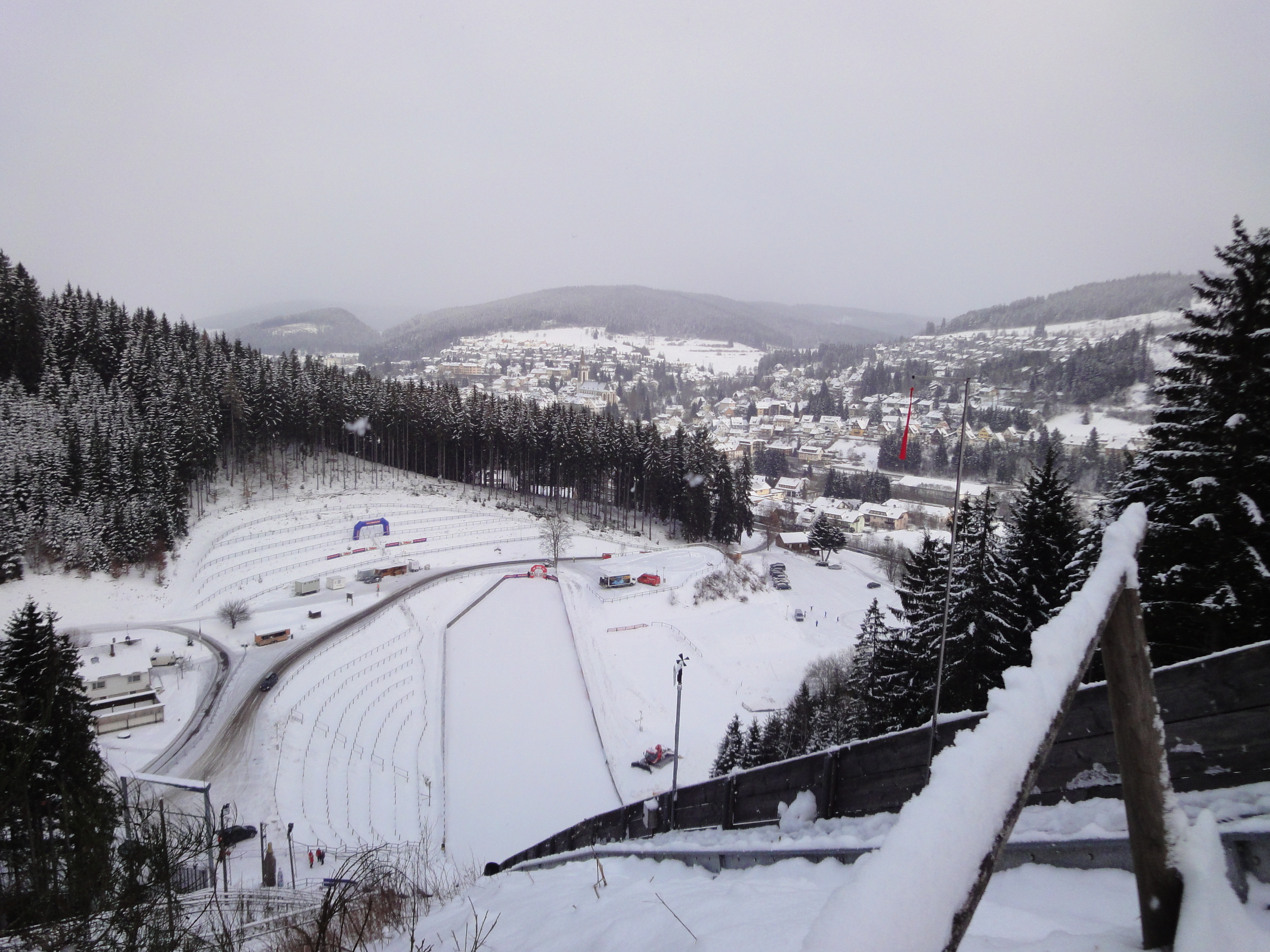
Från toppen av Hochfirstbacken

Hochfirstbacken (tyska: Hochfirstschanze) är en hoppbacke i Schmiedsbachtal vid berget Hochfirst (1192 meter över havsnivån) vid staden Titisee-Neustadt i Baden-Württemberg, Tyskland. Den har K-punkt 125 meter (K125) och backstorlek 142 meter (HS142). Hochfirstbacken är Tysklands största naturbacke, och efter backstorlek (HS142), landets tredje största hoppbacke (efter Heini Klopfer-backen i Oberstdorf och Mühlenkopfbacken i Willingen). Hochfirstbacken har sedan 2000 används i Världscupen och Kontinentalcupen.
Till backanläggningen hör också den mindre Fritz Heitzmann-backen (tyska: Fritz-Heitzmann-Schanze) med K-punkt 40 meter.

## Backrekord
Backrekorden (satt i Världscupen) var länge 145 meter, satt av Sven Hannawald, Tyskland, 2 december 2001. Rekordet tangerades av Adam Małysz, Polen 3 februari 2007. Janne Ahonen, Finland hoppade 146 meter 2005, men föll under landningen. 31 januar 2009 hoppade österrikaren Bastian Kaltenböck 147 m i en testhoppning, men hoppet kunde inte räknas som backrekord. Maximilian Mechler (Tyskland) hoppade 150 meter 21 januari 2011 under träning före en tävling i Kontinentalcupen, men hoppet kunde inte räknas som officiellt backrekord. I första omgången i Kontinentalcupen 22 januari 2011 lyckades det äntligen österrikaren Manuel Poppinger att förbättra officiella backrekordet till 147,5 m. Under träningen till tävilingen hade Maximilian Mechler et stående hopp på 150 m, men hoppet kunde inte godkännas som rekord.

## Historia
Den första hoppbacken i Neustadt (nu en stadsdel i Titisee-Neustadt) byggdes vid Mühlrain 1911. Den första Hochfirstbacken (med K-punkt 60 meter) invigdes 1932. Den stora Hochfirstbacken, (K-punkt 80 meter) byggdes 1950 på den platsen backen nu ligger. Backen är moderniserad och utbyggd flera gånger (1971 till K90 och 1988 til K113). Vid sista större ombyggnaden 2001 blev bakcken utvidgad till K120. Backprofilen justerades och K-punkt ändrades till 125 meter 2003.
Tvådagarstävlingen Schwarzwälder Springertournee arrangerades i Hochfirstbacken i Titisee-Neustadt och Adlerbacken i Schönwald 1977 till 2003. 
Hochfirstbacken har årliga tävlingar i Kontinentalcupen, men har inte arrangerat världscupdeltävlingar sedan 2007.

## Världscuptävlingar
| Dato             | Vinnare          | Andre                 | Tredje             |
| ---------------- | ---------------- | --------------------- | ------------------ |
| 1 december 2001  | Adam Małysz      | Martin Schmitt        | Stephan Hocke      |
| 2 december 2001  | Sven Hannawald   | Adam Małysz           | Andreas Goldberger |
| 14 december 2002 | Martin Höllwarth | Sigurd Pettersen      | Adam Małysz        |
| 15 december 2002 | Martin Höllwarth | Andreas Goldberger    | Andreas Kofler     |
| 13 december 2003 | Inställd         | Inställd              | Inställd           |
| 14 december 2003 | Tami Kiuru       | Andreas Widhölzl      | Janne Ahonen       |
| 22 januari 2005  | Janne Ahonen     | Jakub Janda           | Thomas Morgenstern |
| 23 januari 2005  | Jakub Janda      | Adam Małysz           | Risto Jussilainen  |
| 3 februari 2007  | Adam Małysz      | Andreas Kofler        | Anders Jacobsen    |
| 4 februari 2007  | Adam Małysz      | Gregor Schlierenzauer | Dmitrij Vasiljev   |